# Brüggelekopf

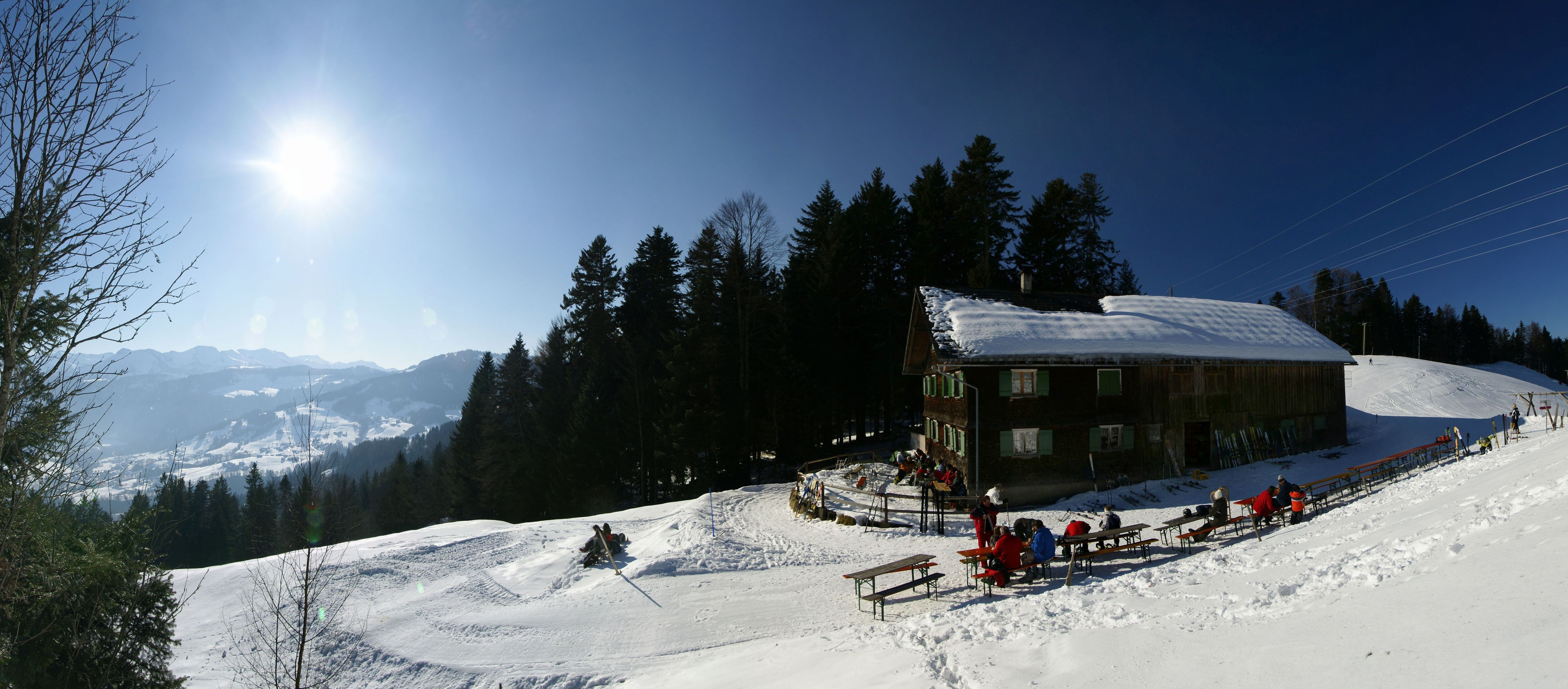
Berchtoldshöhe auf dem Weg zum Brüggelekopf

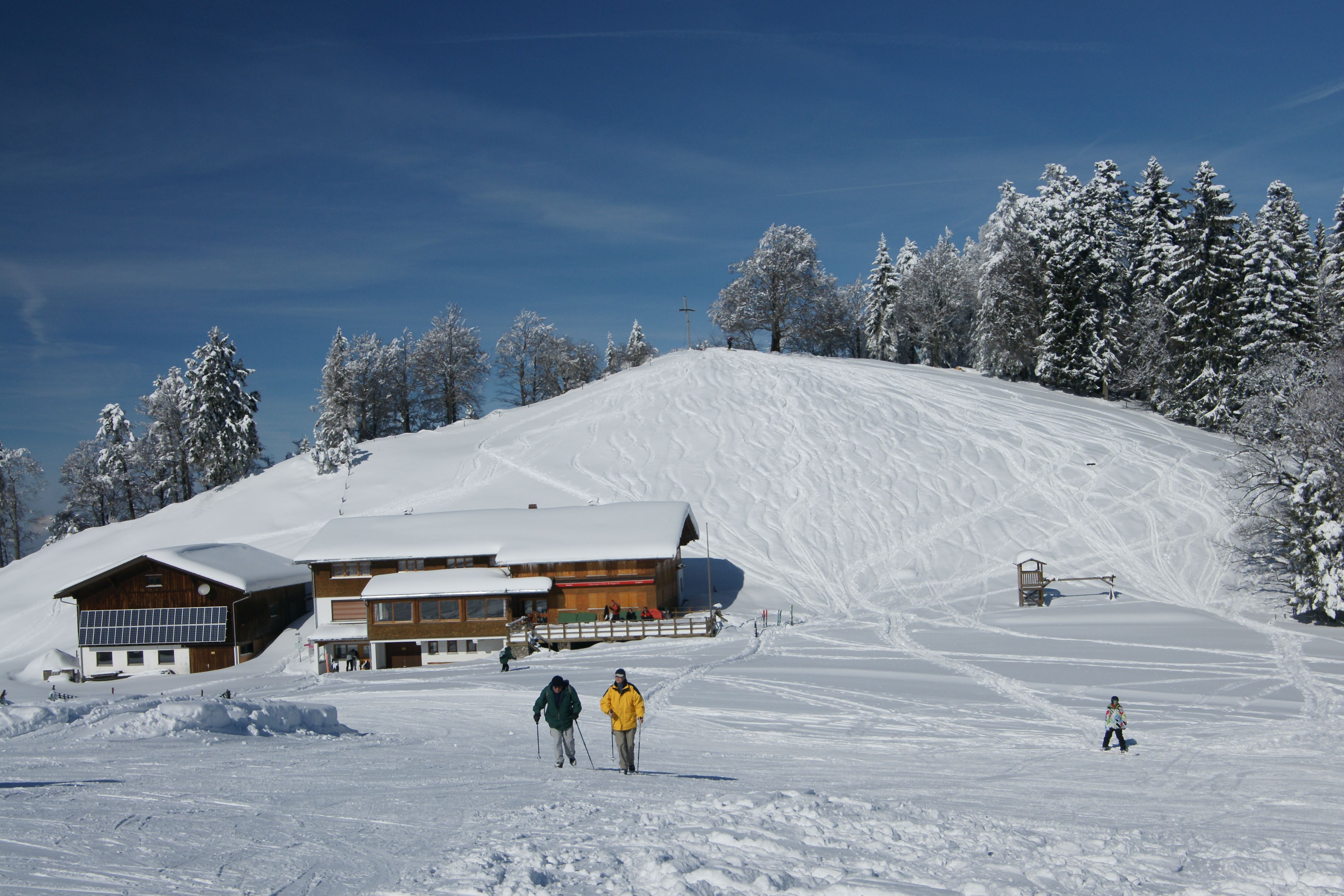
Gipfel im Winter

Der Brüggelekopf ist ein 1182 m ü. A. hoher Berg im Bregenzerwaldgebirge. Er ist der Hausberg der Bregenzerwälder Gemeinde Alberschwende im Bezirk Bregenz in Vorarlberg (Österreich). 

## Geographie
Der Sattelpunkt zum benachbarten Geißkopf über dem Bödele ist der Lorenapass mit einer Höhe von 1050±10 m. Die Schartenhöhe beträgt entsprechend mindestens 122 m.

## Aussicht
Vom Brüggelekopf hat man eine umfassende Übersicht über das weit gestreute Alberschwende, dessen Kern an seinem Fuß liegt. 
Im Nordwesten sieht man gut auf den Bodensee, während der Blick gegen Osten eine beeindruckende Ansicht des Bregenzerwaldes um Egg und den Mittellauf der Bregenzer Ache bis zum Zufluss der Weißach bietet. 

## Tourismus
Der Brüggelekopf mit einer Jausenstation im Bereich des Gipfels ist ein beliebter Ausgangspunkt für Bergwanderungen, zum Beispiel über das Hochmoor zur Wallfahrtskirche in Bildstein, über Kaltenbrunnen nach Egg oder über den Geißkopf zum Bödele. Bis 2018 führte der Sessellift Brüggelekopf auf den Berg, dessen Betrieb aufgrund nicht verlängerter Betriebsbewilligung eingestellt wurde.